# Пюхайыэ
Пю́хайыэ (в старых русских документах также Пюхаиоги, Пюхайоги, эст. Pühajõe — святая река) — деревня в волости Тойла уезда Ида-Вирумаа, Эстония. 

## Географическое положение

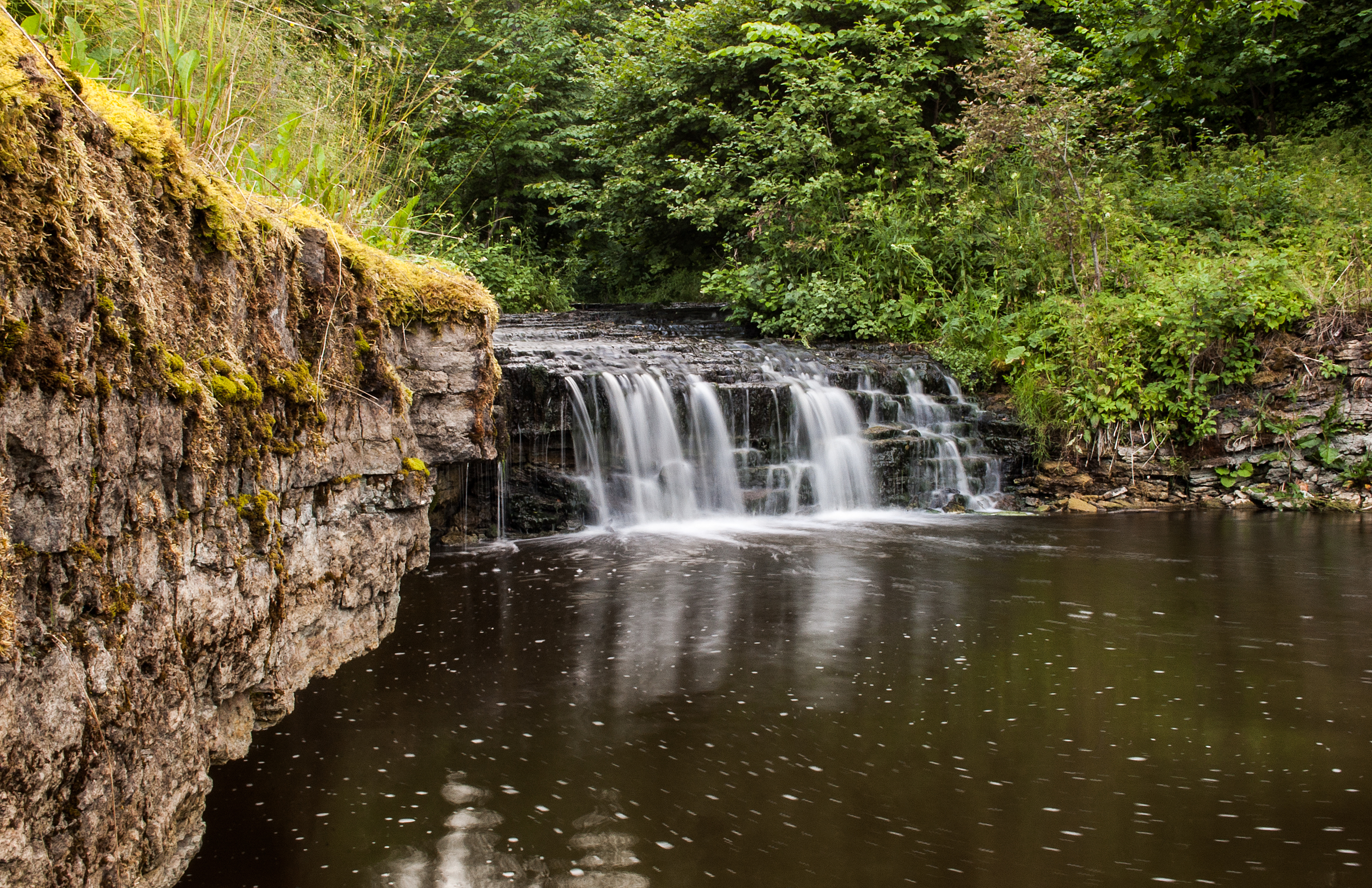
Водопад Алуоя в деревне Пюхайыэ

Расположена в северной части уезда Ида-Вирумаа, на правом берегу реки Пюхайыги, которая у древних эстонцев считалась святой (буквальный перевод с эстонского — «Святая река»). Высота над уровнем моря — 46 метров.

## Число жителей
По данным переписи населения 2011 года в деревне насчитывался 161 житель, из них 112 (69,6 %) — эстонцы.
В 2019 году в деревне проживали 184 человека.

## История
Деревня впервые упомянута в Датской поземельной книге 1241 года как Pühhajöggi. В Пюхайыэ расположена построенная в 1467 году вспомогательная лютеранская церковь Йыхвиского прихода. Первое здание церкви было деревянным. О том разрушилась ли церковь сама, или её разрушили, история записей не оставила. Современная церковь была построена неподалёку в 1838-1839 годах, строительный мастер М. Штраух (M. Strauch). В 1788—1861 годах при церкви работала школа.
16 ноября 1700 года около Пюхайыэ в месте, где сейчас стоит верхний мост через речку, Карл XII впервые столкнулся с русскими войсками. В недолгом сражении шведы одержали победу над русской кавалерией. В «дефиле Пигайоки» участвовало 9000 шведов и 5000 русских.